# Astragalus lilacinus
Astragalus lilacinus är en ärtväxtart som beskrevs av Pierre Edmond Boissier. Astragalus lilacinus ingår i släktet vedlar, och familjen ärtväxter. Inga underarter finns listade i Catalogue of Life.